# رسلان إيفانوف
رسلان ايفانوف هو لاعب كرة قدم بلغاري، ولد في 19 فبراير 1987 في Sklave ‏ في بلغاريا. لعب مع PFC Bansko ‏.

## وصلات خارجية
- رسلان إيفانوف على موقع قاعدة بيانات كرة القدم.إي يو (الإنجليزية)